# Gilles Meloche
Gilles Emile Meloche (* 12. Juli 1950 in Montreal, Québec) ist ein ehemaliger kanadischer Eishockeytorwart, der während seiner aktiven Karriere zwischen 1969 und 1988 unter anderem für die Chicago Black Hawks, California Golden Seals, Cleveland Barons, Minnesota North Stars und Pittsburgh Penguins in der National Hockey League gespielt hat, und jetziger -trainer und Scout. In diesen Funktionen gewann er mit Pittsburgh viermal den Stanley Cup.
Sein Sohn Éric Meloche sowie sein jüngerer Bruder Denis Meloche waren ebenfalls professionelle Eishockeyspieler.

## Karriere
Meloche spielte zunächst von 1969 bis 1970 für die Verdun Maple Leafs in der Québec Major Junior Hockey League, mit denen er auch am prestigeträchtigen Memorial Cup teilnahm. Anschließend wurde er beim NHL Amateur Draft 1970 von den Chicago Black Hawks ausgewählt, die ihn im Verlauf der Saison 1970/71 hauptsächlich bei den Flint Generals in der International Hockey League einsetzten. Trotz der großen Konkurrenz in Chicagos Kader mit Tony Esposito und Gary Smith kam Meloche aber auch zu seinem Debüt in der National Hockey League.
Nach dem Ende seiner ersten Profisaison gaben die Black Hawks ihr junges Talent gemeinsam mit Paul Shmyr an den Ligakonkurrenten California Golden Seals ab und erhielten im Gegenzug Gerry Desjardins. Bei den Golden Seals etablierte sich der Torwart auf Anhieb zur Stammkraft und blieb dem Franchise auch nach der Umsiedlung und Umbenennung in Cleveland Barons bis zum Sommer 1978 treu, ehe die Barons im Rahmen des NHL Dispersal Draft 1978 mit den Minnesota North Stars fusionierten und Meloche dorthin wechselte. Bei den North Stars verbrachte der Schlussmann die erfolgreichste Zeit seiner Karriere und erreichte in sechs von sieben Spieljahren die Play-offs, darunter in der Saison 1980/81 auch die Finalserie um den Stanley Cup. Erst im Mai 1985 verließ Meloche die North Stars, nachdem er für Paul Houck zu den Edmonton Oilers transferiert wurde. Diese gaben ihn aber keine vier Monate später und ohne jeden Einsatz an die Pittsburgh Penguins ab, die dafür Marty McSorley, Tim Hrynewich und wenige Wochen später auch Craig Muni nach Edmonton abgaben. In Pittsburgh verbrachte er die letzten drei Jahre seiner aktiven Karriere, die er im Sommer 1988 beendete.
Im Anschluss war Meloche ab der Saison 1989/90 als Torwarttrainer und Scout bei den Penguins tätig. Diese Doppelfunktion hatte er bis zum Sommer 2005 inne. Anschließend arbeitete er in der Saison 2005/06 ausschließlich als Scout und zwischen 2006 und 2013 ausschließlich als Trainer der Torhüter. Seit 2013 beschränkt sich seine Arbeit wieder nur auf das Scouting. In seiner mehr als 25-jährigen Tätigkeit als Mitglied des Trainerstabs gewann er in den Jahren 1991, 1992, 2009 und 2016 insgesamt viermal den Stanley Cup.

### International
Meloche spielte bei der Weltmeisterschaft 1982 in Finnland für sein Heimatland und gewann dort die Bronzemedaille. Den Posten im Tor teilte er sich mit Greg Millen. Beide bestritten jeweils fünf Turnierspiele.

## Erfolge und Auszeichnungen
| - 1970 QMJHL First All-Star Team - 1980 Teilnahme am NHL All-Star Game - 1982 Teilnahme am NHL All-Star Game - 1991 Stanley-Cup-Gewinn mit den Pittsburgh Penguins (als Torwarttrainer und Scout) | - 1992 Stanley-Cup-Gewinn mit den Pittsburgh Penguins (als Torwarttrainer und Scout) - 2009 Stanley-Cup-Gewinn mit den Pittsburgh Penguins (als Torwarttrainer) - 2016 Stanley-Cup-Gewinn mit den Pittsburgh Penguins (als Scout) |

### International
- 1982 Bronzemedaille bei der Weltmeisterschaft

## NHL-Statistik
(Legende zur Torhüterstatistik: GP oder Sp = Spiele insgesamt; W oder S = Siege; L oder N = Niederlagen; T oder U oder OT = Unentschieden oder Overtime- bzw. Shootout-Niederlage; Min. = Minuten; SOG oder SaT = Schüsse aufs Tor; GA oder GT = Gegentore; SO = Shutouts; GAA oder GTS = Gegentorschnitt; Sv% oder SVS% = Fangquote; EN = Empty Net Goal; 1 Play-downs/Relegation; Kursiv: Statistik nicht vollständig)